# Tempio di Mussenden

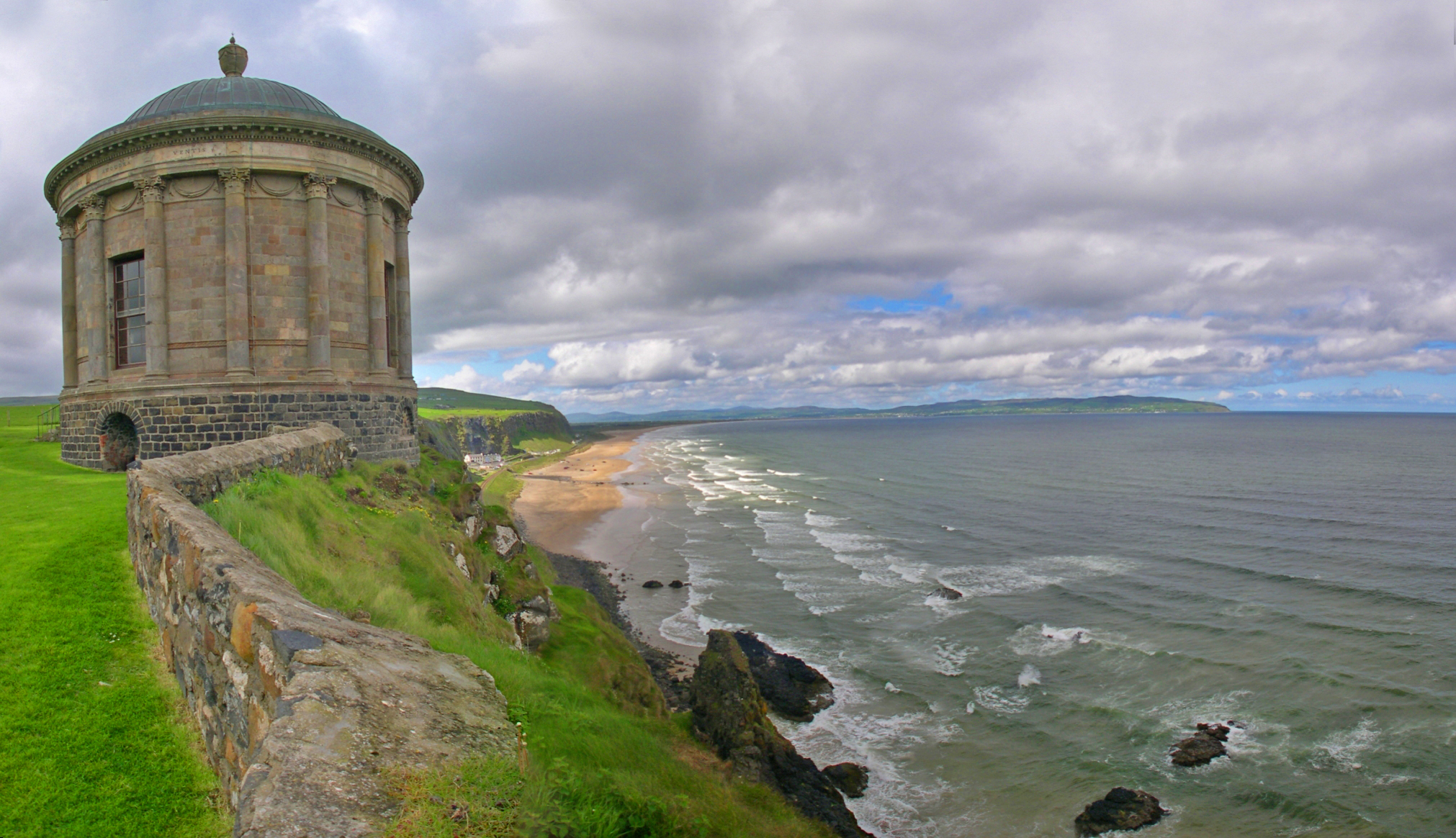
Panoramica del tempio. Ben visibile anche il panorama che offre sull'Oceano Atlantico e sullo sbocco del Lough Swilly, oltre che la pregevole spiaggia di Downhill.

Il tempio di Mussenden (Mussenden Temple in inglese) è un piccolo monumento a pianta circolare situato nella tenuta di Downhill, vicino al centro abitato di Castlerock, nella contea nordirlandese di Londonderry.
La particolarità principale del tempio è la sua posizione: è, infatti, situato sulla zona nord-occidentale della contea, che corrisponde al tratto costiero formato da scogliere di basalto, risultando isolato dal resto della tenuta a picco sull'Oceano Atlantico.

## Storia

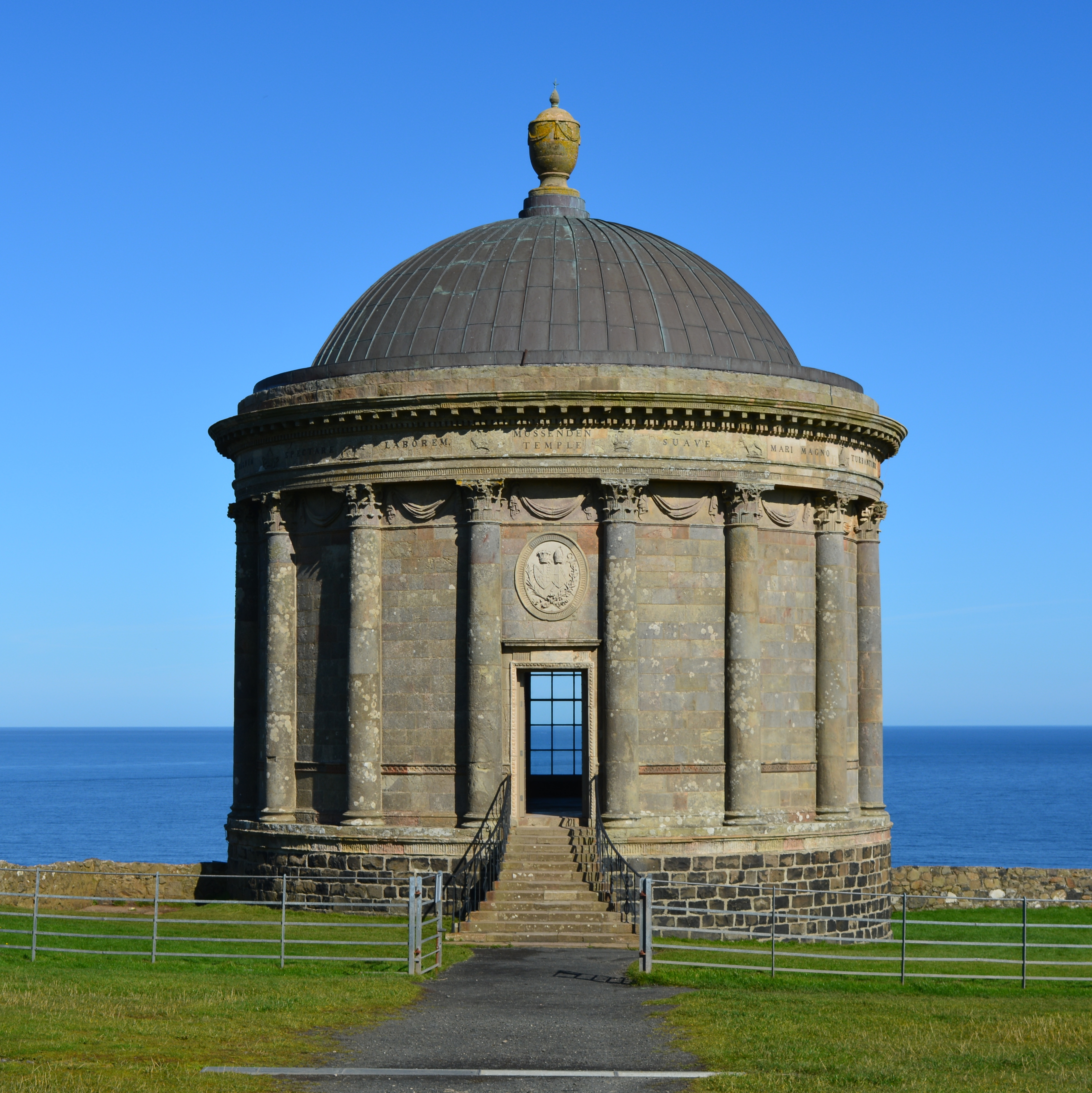
Facciata del tempio

Costruito nel 1785, fa parte della grande tenuta di Frederick Augustus Hervey, vescovo di Derry e 4º conte di Bristol. Originariamente adibito a biblioteca, l'ispirazione della pianta circolare deriva direttamente dal tempio di Vesta della Villa Gregoriana di Tivoli, mentre il nome deriva dal cugino di Hervey, Frideswide Mussenden, alla cui memoria è dedicato.
Col passare degli anni, l'erosione della scogliera che si affaccia accanto a Downhill ha portato il tempio di Mussenden sempre più vicino all'orlo del precipizio, a tal punto da comprometterne la sicurezza e da allarmare la National Trust britannica, che nel 1997 ha condotto dei lavori per stabilizzare il terreno circostante.
Sull'edificio un'iscrizione riporta l'incipit del libro II del De Rerum Natura di Lucrezio, nella traduzione inglese di John Dryden:
Oggi parte delle proprietà della National Trust insieme alla Downhill Estate & Mussenden Temple, i territori circostanti e la relativa manor house (Downhill Castle) sono aperti al pubblico tutto l'anno gratuitamente, dall'alba al tramonto. Lo stesso tempio è aperto in certi giorni, e l'entrata è libera, ma a volte è adibito per occasioni particolari come matrimoni o cerimonie. Dal tempio si possono godere ampie vedute delle spiagge di Downhill e Benone.